# Ballersdorf
Ballersdorf je občina v departmaju Haut-Rhin francoske regije Alzacija.
Leta 2008 je v občini živelo 838 oseb oz. 78 oseb/km².